# Ɛ̂
Cette page contient des caractères spéciaux ou non latins. S’ils s’affichent mal (▯, ?, etc.), consultez la page d’aide Unicode.
Ɛ̂ (minuscule : ɛ̂), ou epsilon accent circonflexe, est un graphème utilisé dans les alphabets awing, bangolan, kako, kwanja, et lingala. Il s’agit de la lettre epsilon diacritée d'un accent circonflexe.

## Utilisation
Dans plusieurs langues tonales, ‹ ɛ̂ › représente un e ouvert avec un ton tombant. Il ne s’agit d’une lettre à part entière, et elle placée avec l’epsilon sans accent ou avec un autre accent dans l’ordre alphabétique.

## Représentations informatiques
| formes    | représentations | chaînes de caractères | points de code | descriptions                                                    |
| --------- | --------------- | --------------------- | -------------- | --------------------------------------------------------------- |
| capitale  | Ɛ̂               | Ɛ◌̂                    | U+0190 U+0302  | lettre majuscule latine e ouvert diacritique accent circonflexe |
| minuscule | ɛ̂               | ɛ◌̂                    | U+025B U+0302  | lettre minuscule latine epsilon diacritique accent circonflexe  |